# Cesare Bocci
Cesare Adolfo Bocci (Camerino, 13 de septiembre de 1957) es un actor y presentador de televisión italiano.

## Biografía
Originario de Camporotondo di Fiastrone, comenzó su carrera en el teatro al fundar, en 1982, junto con otros cinco jóvenes actores, la Compagnia della Rancia di Tolentino, en la que permaneció durante ocho años, actuando en Arlecchino innamorato, La Famiglia dell'antiquario, Cenerentola, Pietro l'Aretino, La stanza del delitto, I Dialoghi delle Carmelitane, y en el musical La Piccola bottega degli orrori. Luego se trasladó a Roma, donde continuó haciendo teatro y comenzó a trabajar en televisión y cine. Al mismo tiempo, después de haber seguido el curso de geología, se había graduado en la Universidad de Camerino. Su debut cinematográfico se produjo en 1990, con L'aria serena dell'Ovest dirigida por Silvio Soldini; ese mismo año entra en la televisión con la primera comedia de situación rodada en Italia: Zanzíbar, en la que interpretaba a Benny.
A partir de 1999 ganó popularidad con el personaje de Mimì Augello en la exitosa serie de televisión Il commissario Montalbano. En 2001 coprotagonizó Princesa, una película inglesa producida por Rebecca O'Brian, productora de Ken Loach.
A lo largo de los años, siempre alternó entre el teatro, el cine y la televisión: durante dos años interpretó el papel del doctor Antonio Ceppi en la serie de televisión Elisa di Rivombrosa. Entre 2006 y 2007 interpretó el papel de Oscar en la versión italiana del musical Sweet Charity, junto a Lorella Cuccarini, dirigida por Saverio Marconi. En 2007 protagonizó junto a Stefania y Amanda Sandrelli la miniserie de televisión en seis episodios para Canale 5 Io e mamma. En 2008, Sergio Danieli se convirtió en médico jefe de Terapia d'urgenza. En 2009, finalmente se graduó en Geología en la Universidad de Camerino, un curso universitario que abandonó anteriormente para seguir la pasión de la actuación. En 2010 formó parte del elenco del espectáculo teatral Testimoni, dirigido por Angelo Longoni y luego, nuevamente con el mismo director, trabajó en Ospiti. En la temporada 2011/2012 volvió a ser protagonista, junto a Massimo Ghini, del musical italiano Il Vizietto, La cage aux folles.
También en 2012 vuelve a estar en televisión en Rai 1 junto a Veronica Pivetti en la exitosa ficción Provaci ancora prof!. El 2 de marzo de 2013 hizo su debut como presentador de televisión en el nuevo programa de Rai 3 Il giallo e il nero. Y, en la misma época, interpreta a Raimondo Lanza di Trabia en la miniserie Rai Volare - La grande storia di Domenico Modugno, y vuelve al cine con ¡Bienvenido, presidente! (Benvenuto Presidente!). En octubre de 2013 condujo la transmisión de Miss Italia en La7 junto con Massimo Ghini y Francesca Chillemi, y también en ese período estuvo en el elenco de la ficción de Rai 1 Una grande famiglia.
En 2016 protagonizó la serie de televisión Hundred to Go, que fue producida conjuntamente por BMW y Fox. Desde septiembre de 2017 conduce el programa de TV2000 Segreti, i misteri della storia.
En 2018, junto con Alessandra Tripoli, ganó el concurso de talentos de Rai 1, presentado por Milly Carlucci, Ballando con le stelle.
Desde 2008 es testigo de ANFFAS de Macerata y colabora desde hace cinco años en campañas de recaudación de fondos para Save the Children.
Fue protagonista de las campañas publicitarias de la indumentaria Rodrigo y del vino San Crispino.
Desde 2019 presenta el programa documental Canale 5 Viaggio nella grande bellezza.
El 2 de junio de 2021 fue elegido para dirigir las ceremonias del 75 aniversario de la República en el Quirinale.

### Vida personal
Cesare Bocci desde 1993 está casado con Daniela Spada, con quien tuvo una hija, Mia, nacida el 26 de marzo de 2000.

## Filmografía

### Cine
- L'aria serena dell'ovest, dirigida por Silvio Soldini (1990)
- Il muro di gomma, dirigida por Marco Risi (1991)
- L'angelo con la pistola, dirigida por Damiano Damiani (1992)
- Giovanni Falcone, dirigida por Giuseppe Ferrara (1993)
- Condannato a nozze, dirigida por Giuseppe Piccioni (1993)
- Aquero, dirigida por Elisabetta Valgiusti (1994)
- Just Another Vampire Story, dirigida por Andrea Maulà, episodio de la película De Generazione (1994)
- Il cielo è sempre più blu, dirigida por Antonello Grimaldi (1995)
- Nella mischia, dirigida por Gianni Zanasi (1995)
- Cosa c'entra con l'amore, dirigida por Marco Speroni (1997)
- Almost Blue, dirigida por Alex Infascelli (2000)
- Princesa, dirigida por Enrique Goldman (2001)
- Comunque mia, dirigida por Sabrina Paravicini (2004)
- Io che amo solo te, dirigida por Gianfranco Pannone (2004)
- Christmas in Love, dirigida por Neri Parenti (2004)
- Il servo ungherese, dirigida por Giorgio Molteni (2004)
- Contronatura, dirigida por Alessandro Tofanelli (2005)
- Non aver paura, dirigida por Angelo Longoni (2005)
- ¡Bienvenido, presidente! (Benvenuto Presidente!), dirigida por Riccardo Milani (2013)
- Scusate se esisto!, dirigida por Riccardo Milani (2014)
- Bentornato Presidente, dirigida por Giancarlo Fontana y Giuseppe Stasi (2019)
- Terezín, dirigida por Gabriele Guidi (2023)
- La quattordicesima domenica del tempo ordinario, dirigida por Pupi Avati (2023)

### Televisión
- Classe di ferro – serie de televisión, episodio 2x06 (1991)
- Zanzíbar – sitcom, 40 episodios (1988)
- Un giorno fortunato, dirigida por Massimo Martelli – miniserie de televisión (1997)
- Un posto al sole – telenovela (1997)
- Il commissario Montalbano – serie de televisión (1999-en curso)
- Meglio tardi che mai, dirigida por Luca Manfredi – película para televisión (1999)
- Un médico en la familia – serie de televisión, episodio 2x07 (2000)
- Gioco a incastro, dirigida por Enzo G. Castellari – película para televisión (2000)
- Tequila & Bonetti – serie de televisión (2000)
- Il bello delle donne – serie de televisión, 7 episodios (2001)
- Commesse – serie de televisión (2002)
- Elisa di Rivombrosa – serie de televisión, 5 episodios (2003-2005)
- Amanti e segreti, dirigida por Gianni Lepre – miniserie de televisión (2004)
- Il cuore nel pozzo, dirigida por Alberto Negrín – miniserie de televisión (2005)
- L'amore non basta, dirigida por Tiziana Aristarco – miniserie de televisión (2005)
- Fratelli, dirigida por Angelo Longoni – película para televisión (2006)
- L'ispettore Coliandro – serie de televisión, episodio 1x01 (2006)
- Giovanni Falcone - L'uomo che sfidò Cosa Nostra, dirigida por Andrea Frazzi y Antonio Frazzi – miniserie de televisión (2006)
- Io e mamma, dirigida por Andrea Barzini – miniserie de televisión (2007)
- Caccia segreta, dirigida por Massimo Spano – miniserie de televisión (2007)
- Terapia d'urgenza – serie de televisión, 18 episodios (2008-2009)
- Sant'Agostino, dirigida por Christian Duguay – miniserie de televisión (2009)
- Sotto il cielo di Roma, dirigida por Christian Duguay – película para televisión (2010)
- Provaci ancora prof! – serie de televisión, 6 episodios (2012)
- Volare - La grande storia di Domenico Modugno, dirigida por Riccardo Milani – película para televisión (2013)
- Una grande famiglia – serie de televisión, 15 episodios (2013-2015)
- Un'altra vita, dirigida por Cinzia TH Torrini – miniserie de televisión (2014)
- Hundred to Go, dirigida por Nicola Prosatore – miniserie de televisión (2016)
- L'isola di Pietro – serie de televisión, episodio 1x01 (2017)
- Paolo Borsellino. Adesso tocca a me, dirigida por Francesco Miccichè – docu-film (2017)
- Imma Tataranni - Sostituto procuratore – serie de televisión (2019-2022)
- Fratelli Caputo, dirigida por Alessio Inturri – miniserie de televisión (2020-2021)
- Ostaggi, dirigida por Eleonora Ivone – película para televisión (2021)
- La scelta di Maria , dirigida por Francesco Miccichè – docufilm (2021)
- Purché finisca bene – serie de televisión, episodio 6x04 (2022)
- Fosca Innocenti – serie de televisión, episodio 2x04 (2023)

### Juegos de vídeo
- Blindness, Dedalomedia Interactive (1995)

## Programas de televisión
- Il giallo e il nero (Rai 3, 2013)
- Miss Italia – concurso de belleza (LA7, 2013)
- Mission (Rai 1, 2013) Enviado
- Segreti, i misteri della storia (TV2000, desde 2017)
- Ballando con le stelle 13 (Rai 1, 2018) Concursante, ganador
- Meraviglie - La penisola dei tesori, dirigida por Gabriele Cipollitti (Rai 1, 2018)[8]
- Viaggio nella grande bellezza (Canale 5, desde 2019)
- Imperfetti sconosciuti, dirigida por Andrea Apuzzo (Rai 3, 2022)[9]

## Teatro
- Arlecchino innamorato, de Marivaux, dirigida por Saverio Marconi (1983)
- La famiglia dell'antiquario, de Carlo Goldoni, dirigida por Saverio Marconi (1984)
- Perché, perché Marì, de Mario Affede, dirigida por Saverio Marconi (1984)
- La cortigiana, de Pietro Aretino, dirigida por Giovanni Lombardo Radice (1985)
- Ciento cincuenta canta la gallina, de Achille Campanile, dirigida por Marina Garroni (1985)
- I dialoghi delle Carmelitane, de Georges Bernanos, dirigida por Marina Garroni (1986)
- Post scriptum: il tuo gatto è morto, de James Kirkwood Jr., dirigida por John Michael Bardwell (1986)
- La stanza del delitto, de Jack Sharkey, dirigida por Saverio Marconi (1987)
- Cercasi Cenerentola, de Saverio Marconi y Stefano D'Orazio, dirigida por Saverio Marconi (1987)
- Little Shop of Horrors, musical de Howard Ashman y Alan Menken, dirigido por Saverio Marconi (1988)
- Il fratello maggiore, de AR Gurney, dirigida por Giovanni Lombardo Radice (1994)
- Perseo e Andromeda... La vera storia della bella e la bestia, de Jules Laforgue, dirigida por Guglielmo Ferraiola (1995)
- La putain au grand coeur, de Mario Moretti, dirigida por Riccardo Reim (1996)
- Un mostro qualunque, escrita y dirigida por Leonardo Malà (1997)
- Amleto. L'incontro, dirigida por Andrea Lorenzoni (1997)
- Cavalleria rusticana, de Giovanni Verga
- Sweet Charity, musical de Cy Coleman y Neil Simon, dirigido por Saverio Marconi (2006)
- Testimoni, escrita y dirigida por Angelo Longoni (2010)
- La jaula aux folles, musical de Jerry Herman y Harvey Fierstein, dirigido por Massimo Romeo Piparo (2011)
- Viva Verdi, de Giuseppe Verdi, dirigida por Cesare Bocci (2013)
- Ospiti, escrita y dirigida por Angelo Longoni (2014)
- Pesce d'aprile, de Cesare Bocci y Tiziana Foschi, dirigida por Cesare Bocci (2018)
- Il figlio, de Florian Zeller, dirigida por Piero Maccarinelli (2023)

## Premios y reconocimientos
- Premio Gassman
  - 2005: Mejor Musical por Sweet Charity

- Premio Flaiano sección de teatro
  - 2012: Premio al intérprete del musical Il vizietto[10]